# Glam rock
Glam rock (cunoscut și ca glitter rock) este un stil de muzică rock și pop apărut în Marea Britanie, la începutul anilor 1970. El era interpretat de cântăreți și muzicieni, care purtau haine, machiaj si coafuri extravagante, cizme deosebit de platformă si sclipici. Costumele viu colorate și stiluri vizuale ale artiștilor interpreți sau executanți glam au fost de multe ori camp sau androgine, și au fost racordate cu noile viziuni asupra rolurilor de gen.